# Bonea palpalis
Bonea palpalis is een hooiwagen uit de familie Podoctidae. De wetenschappelijke naam van Bonea palpalis gaat terug op Roewer. De originele naamcombinatie (protoniem) was Suraplus palpalis Roewer, 1949. Later werd het geslacht Posisus een junior synoniem van Bonea in Suzuki 1977 gemaakt. Na 2023 de geldige combinatie is Bonea palpalis (Roewer, 1949).